# Evolocera championi
Evolocera championi är en skalbaggsart som beskrevs av Sharp 1902. Evolocera championi ingår i släktet Evolocera och familjen svampbaggar. Inga underarter finns listade i Catalogue of Life.